# زهرة المرجان السوداء
زهرة المرجان السوداء أو الكِنْدِيَة السوداء هو نوع من النباتات المزهرة في الفصيلة البقولية من جنس زهرة المرجان وهو متوطن في جنوب غرب أستراليا الغربية. إنها شجيرة متدرجة أو متدرجة أو متسلق بأوراق ثلاثية الأوراق وزهور سوداء وبرتقالية صفراء.